# أحد عشر ابنا
«أحد عشر إبناً» (بالألمانية: "Elf Söhne") قصة قصيرة للكاتب فرانس كافكا.
تبدأ القصة بإعلان الأب: "عندي أحد عشر إبناً". ثم يستمر في وصف كل واحد منهم بالتفصيل. أخبر كافكا ماكس برود: "الأبناء الأحد عشر هم ببساطة إحدى عشرة قصة أعمل على كتابتها في هذه اللحظة. كتبت القصة بين عامي 1914 و1917. وظهرت عام 1919 في مجموعة القصص القصيرة طبيب ريفي التي نشرها كيرت ولف في ميونيخ ولايبزيغ.